# 譚昇 (弘治進士)
譚昇（1452年—？），字時晉，營州中屯衛（治在今北京市平谷区西北）籍，江西贛縣人，明朝政治人物。

## 生平
成化十六年（1480年）庚子科順天府鄉試第二名舉人，為《易經》經魁。弘治三年（1490年）中式庚戌科會試第一百八十六名，三甲第三十一名進士。

## 家族
曾祖譚景輝；祖父譚子和；父譚倫，母孫氏。具庆下。